# Умершие в апреле 2014 года
Это список известных людей, соответствующих установленным критериям значимости (см. Википедия:Критерии значимости персоналий), умерших в апреле 2014 года.
Причина смерти указывается лишь в исключительных случаях (убийство, самоубийство, гибель в результате военных действий, смертная казнь, ДТП или несчастные случаи). В остальных случаях — не указывается.

## 30 апреля
- Бригадиров, Максим Геннадьевич (43) — российский учёный и педагог, доктор технических наук, профессор кафедры «Ракетное вооружение» Тульского государственного университета, лауреат Премии имени С. И. Мосина[1].
- Домашевич, Владимир Максимович (86) — белорусский писатель, прозаик, заслуженный работник культуры Беларуси, лауреат Литературной премии имени И. Мележа (1992)[2].
- Ивановский, Павел Вячеславович (47) — советский и российский журналист и альпинист-спасатель, победитель и призёр Всероссийских соревнований по пешему, лыжному и горному туризму (1985, 1986), Президент федерации альпинистов Челябинской области, «Снежный барс» (2009)[3].
- Мехран, Марша (36) — американская писательница-новеллистка[4].
- Палусук, Пирафан (68) — таиландский политик, министр науки и технологий (с 2013 года)[5].
- Хон Сун Ян (77) — южнокорейский дипломат, министр иностранных дел Республики Корея (1998—2000)[6].
- Шпак, Владимир Георгиевич (54) — советский и российский журналист, первый заместитель главного редактора журнала «Русский репортёр»; осложнения после инсульта[7].

## 29 апреля
- Ананевич, Виктор Павлович (76) — заслуженный мастер спорта СССР, семикратный чемпион СССР по спортивной акробатике[8].
- Бартошова, Ивета (48) — чешская певица; самоубийство[9].
- Ганская, Светлана Николаевна (53) — украинская телеведущая, заслуженная артистка Украины (2000)[10].
- Иголкин, Виктор Иванович (62) — советский и российский альпинист и тренер, четырёхкратный чемпион России, Президент федерации альпинистов Челябинской области (2005—2009), мастер спорта СССР, «Снежный барс» (1990); пневмония[3].
- Кадош, Лупа (74) — израильский футбольный тренер, возглавлявший клубы «Маккаби» (Тель-Авив), «Маккаби» (Нетания) и «а-Коах Амидар» (Рамат-Ган)[11].
- Камынин, Евгений Юльевич (65) — российский писатель и журналист (Кострома)[12].
- Нгуен, Лантуат Ланович (79) — советский и российский композитор вьетнамского происхождения, профессор Новосибирской государственной консерватории им. М. И. Глинки, заслуженный деятель искусств Российской Федерации[13].
- Понс, Норма (70) — аргентинская актриса и танцовщица[14].
- Сонин, Алексей Анатольевич (78) — советский и российский режиссёр, главный режиссёр Ленинградского (Санкт-Петербургского) цирка (1968—2008), заслуженный деятель искусств Российской Федерации (1993)[15].
- Уолш, Уолтер (106) — американский спортивный стрелок, чемпион мира в командной стрельбе из пистолета центрального боя, 25 метров (1952), старейший участник Олимпийских игр (1952)[16]
- Хоскинс, Боб (71) — британский актёр, обладатель премий BAFTA и «Золотой глобус», номинант на премию «Оскар» (1987) («Мона Лиза», «Кто подставил кролика Роджера», «Супербратья Марио»)[17].
- Шамардин, Анатолий (75, по другим данным 76) — российский певец и композитор[18].

## 28 апреля
- Горюшев, Валерий Леонидович (41) — советский и российский волейболист, доигровщик, серебряный призёр Игр XXVII Олимпиады в Сиднее (2000)[19].
- Камакахи, Деннис (61) — американский гавайский гитарист и композитор, трёхкратный лауреат премии «Грэмми» (2007, 2008, 2009); рак лёгких[20].
- Лапрад, Эдгар (94) — канадский хоккеист, центральный нападающий, выступавший за клуб «Нью-Йорк Рейнджерс»[21].
- Рэмси, Джек (89) — американский тренер Национальной баскетбольной ассоциации, работавший с клубами «Филадельфия Севенти Сиксерс», «Баффало Брейвз», «Портленд Трэйл Блэйзерс» и «Индиана Пэйсерс»[22].
- Тришин, Александр Семёнович (86) — советский и российский живописец, член Союза художников СССР и России (с 1968 года), заслуженный художник Российской Федерации (2009)[23].
- Финогеев, Владилен Петрович (85) — советский и российский учёный в области создания систем автономного управления ракетных комплексов, Герой Социалистического Труда (1961), лауреат Ленинской премии (1959) и Государственной премии СССР (1976)[24].

## 27 апреля
- Бошков, Вуядин (82) — югославский футболист и тренер, серебряный призёр летних Олимпийских игр в Хельсинки (1952), тренер сборной Югославии (1971—1973, 1999—2000) и многих ведущих клубов Испании, Нидерландов, Италии[25].
- Граса Моура, Вашку (72) — португальский юрист, писатель, поэт, переводчик, политик[26].
- Дэкс, Мишлин (90) — французская актриса[27][28].
- Кузьмичёва, Любовь Алексеевна (76) — советская и российская певица, народная артистка Российской Федерации (1995)[29].
- Паризи, Андреа (78) — французская актриса («Маленький купальщик»)[30][31].
- Раднаев, Эрхито Раднаевич (84) — советский и российский филолог, член-корреспондент РАО (1993)[32].

## 26 апреля
- Адельсон-Вельский, Георгий Максимович (92) — советский математик, учёный в области информатики[33].
- Бернабуччи, Анджело (69) — итальянский актёр[34].
- Гуральник, Джеральд (77) — американский физик-теоретик, известный своим участием в открытии бозона Хиггса[35].
- Лопополо, Сандро (74) — итальянский боксёр полусредних весовых категорий, серебряный призёр летних Олимпийских игр (1960), владел титулом чемпиона мира по версиям WBC и WBA[36].
- Матвеев, Ник (56) — латышский музыкант, солист и композитор[37].
- Отаиса, Элиэсер — венесуэльский политический деятель, бывший начальник Главного управления разведывательной службы страны (DISIP)); убийство[38].
- Пика, Антонио (81) — испанский актёр[39][40].
- Проскуряков, Лев Матвеевич (72) — российский спортсмен и поэт, артист оригинального жанра, двукратный чемпион СССР по спортивной акробатике (1958, 1959)[41].
- Сингаевская, Вера Филипповна (90) — латышская и советская театральная актриса, заслуженная артистка Латвийской ССР (1955)[42].
- Харден, Рашад[англ.] (35) — американский музыкант и продюсер; передозировка наркотиков[43].
- Хейсли, Майкл (77) — американский предприниматель, основной владелец команды «Мемфис Гриззлис» Национальной баскетбольной ассоциации (2000—2012)[44].

## 25 апреля
- Верховский, Анатолий Михайлович (70) — советский и российский геофизик и общественный деятель, первооткрыватель Ганиной Ямы как первоначального захоронения семьи императора Николая II[45].
- Виланова, Тито (45) — испанский и каталонский футболист и тренер, главный тренер клуба «Барселона» (2012—2013); рак[46].
- Горобец, Руслан Борисович (57) — российский певец и композитор, заслуженный артист Российской Федерации (1994)[47].
- Грунин, Юрий Васильевич (92) — русский российский и казахстанский поэт[48].
- Иванов, Мстислав Борисович (90) — последний в Кыргызстане полный кавалер Ордена Славы[49].
- Климов, Алексей Васильевич (92) — советский организатор производства, директор Череповецкого завода «Красная звезда» (1952—1984), почётный гражданин Череповца[50].
- Лоргер, Станко (83) — югославский легкоатлет, серебряный призёр чемпионата Европы в беге на дистанции 110 метров с барьерами (1958), двукратный чемпион Универсиады (1957, 1959)[51].
- Меробов, Берон Меробович (77) — таджикский дирижёр, главный дирижёр и художественный руководитель Государственного Академического театра оперы и балета им. С. Айни (с 1995 года), народный артист Таджикистана (1997)[52].
- Моррал, Ирл (79) — американский футболист[53] Архивная копия от 26 апреля 2014 на Wayback Machine.
- Цвейг, Стефани (81) — немецкая писательница еврейского происхождения[54].

## 24 апреля
- Артыков, Сабо (53) — туркменский эстрадный певец и музыкант[55].
- Баулео, Рикардо[исп.] (67) — аргентинский актёр театра и кино[56].
- Джардин, Сэнди (65) — шотландский футболист, обладатель Кубка обладателей кубков УЕФА (1972) и многих национальных призов[57].
- Дмитриев, Владимир Сергеевич (87) — советский военный деятель, первый заместитель главнокомандующего Войсками ПВО СССР (1984—1989), генерал-полковник в отставке[58].
- Ишханян, Люси (80) — американская пианистка армянского происхождения и общественный деятель, специалист по музыке Арама Хачатуряна[59].
- Колодыньский, Чеслав (73) — польский легкоатлет[60].
- Ланг, Мишель (74) — французский режиссёр и сценарист[61][62].
- Ликата, Артуро (111) — итальянский долгожитель, старейший верифицированный мужчина в мире[63].
- Матус, Марлен Яковлевич (74) — украинский фотохудожник, глава фотоклуба «Днепр» (Днепропетровск), основатель и руководитель Днепропетровского киноцентра «Веснянка» (1973—2014)[64].
- Орбелян, Константин Агапаронович (85) — советский армянский пианист, дирижёр и композитор, народный артист СССР (1979)[65].
- Раевский, Валерий Александрович (76) — советский и российский музыкант, главный дирижёр Вятского симфонического оркестра, заслуженный артист Российской Федерации[66].
- Редди-Наги, Шобха (45) — индийский политик[67].
- Ружевич, Тадеуш (92) — польский поэт, писатель и драматург[68].
- Тырцэу, Констанца Георгиевна (83) — молдавская актриса театра и кино, диктор радио и телевидения Молдавии, заслуженная артистка Молдавской ССР (1965)[69].
- Холляйн, Ханс (80) — австрийский архитектор и дизайнер[70].

## 23 апреля
- Абдуразаков, Ишенбай Абдуразакович (76) — киргизский политик и дипломат, чрезвычайный и полномочный посол, государственный секретарь Кыргызстана (1996—1999)[71].
- Альтамирано, Эктор Федерико Линг[англ.] (75) — мексиканский политик и дипломат, посол в Ватикане (2009—2013)[72].
- Главоггер, Михаэль (54) — австрийский режиссёр и сценарист, член жюри 30-го Московского международного кинофестиваля; малярия[73].
- Марреро, Конрадо (102) — старейший кубинский бейсболист[74].
- Поль, Леонард (84) — западногерманский легкоатлет, бронзовый призёр летних Олимпийских игр в Мельбурне (1956)[75].
- Стэндфорд, Патрик (75) — британский композитор, педагог, музыкальный журналист и музыкант[76].
- Юнусов, Альфред Асфанович (53) — советский и российский хоккеист («Салават Юлаев») и тренер[77].

## 22 апреля
- Антонов, Валентин Дмитриевич (87) — советский и российский театральный актёр, народный артист РСФСР (1987)[78].
- Абдул Кадыр (80) — афганский военный и политический деятель, министр обороны (1978, 1982—1984), генерал-полковник[79].
- Волков, Александр Петрович (80) — советский и российский военный деятель, первый заместитель главнокомандующего Ракетными войсками стратегического назначения СССР и России (1989—1994), генерал-полковник в отставке[80].
- Гаврилова, Марина Александровна (64) — советская и российская актриса Александринского театра, заслуженная артистка Российской Федерации (2008)[81].
- Кркобабич, Йован (84) — сербский государственный деятель, председатель Партии пенсионеров (с 2006 года), заместитель председателя правительства (с 2008 года), министр труда, занятости и социальной политики (с 2012 года)[82].
- Левина, Анна Вольфовна (86) — молдавская актриса (последние годы жизни проживала в Израиле), одна из основателей Кишинёвского еврейского народного театра, вдова режиссёра Рувима Левина[83].
- Маркес де ла Плата, Альфонсо (80) — чилийский политик, министр сельского хозяйства (1977—1980), министр труда (1984—1988)[84].
- Насим, Мохаммед[англ.] (90) — британский религиозный и политический деятель, председатель центральной мечети Бирмингема[англ.], один из лидеров Исламской партии[85].
- Потцернхайм, Вернер (87) — западногерманский трековый велогонщик, бронзовый призёр летних Олимпийских игр в Хельсинки (1952)[86].
- Степанов, Валерий Геннадьевич (63) — российский танцор, балетмейстер и хореограф, художественный руководитель башкирского фольклорного ансамбля песни и танца «Мирас», заслуженный работник культуры Российской Федерации и Республики Башкортостан[87].
- Шлайфер, Виталий Григорьевич (67) — украинский коллекционер, бизнесмен и писатель, создатель Музея истории оружия[88].

## 21 апреля
- Вин Тин (84) — бирманский политзаключённый, один из основателей Национальной лиги за демократию, лауреат Всемирной премии ЮНЕСКО/Гильермо Кано за вклад в дело свободы печати (2001)[89].
- Грей, Херб (82) — канадский государственный деятель, депутат Палаты общин (1962—2002), заместитель премьер-министра (1997—2002)[90].
- Дубарова, Мария (72) — болгарская писательница[91].
- Крэйг Хилл (88) — американский актёр[92][93].
- Леньков, Александр Сергеевич (70) — советский и российский актёр театра им. Моссовета и кино, народный артист Российской Федерации (1997)[94].
- Мамонтова, Леонора Викторовна (73) — российский театральный деятель, главный балетмейстер ансамбля народного танца «Италмас» (Удмуртия) (с 1995 года), заслуженный деятель искусств Российской Федерации[95].
- Понс, Рамон[исп.] (73) — испанский актёр театра и кино[96][97].
- Хейлмейер, Джордж (77) — американский инженер, пионер в разработке технологий для жидкокристаллических дисплеев, лауреат Медали почёта IEEE (1997), Премии Киото (2005) и Премии Чарльза Старка Дрейпера (2012)[98].
- Хэйес, Джанет (87) — американский политик, мэр Сан-Хосе (Калифорния) (1975—1983)[99].

## 20 апреля
- Апушкин, Николай Иванович (93) — советский и российский военный и общественный деятель, председатель Комитета ветеранов Республики Карелия (1980—2000), член Общероссийской общественной организации ветеранов войны и военной службы, почётный гражданин Республики Карелия[100].
- Байрак, Митхат (85) — турецкий борец, двукратный чемпион летних Олимпийских игр (Мельбурн 1956, Рим 1960)[101].
- Варданян, Грант Микаэлович (65) — армянский бизнесмен, руководитель «Гранд холдинга», заслуженный работник хозяйства Армении; остановка сердца[102].
- Картер, Рубин (76) — американский боксёр и общественный деятель, чемпион мира по версии WBA (1993), ложно обвинён в тройном убийстве, главный герой фильма «Ураган»; рак предстательной железы[103].
- Маклеод, Элистер (77) — канадский писатель, лауреат Дублинской литературной премии (2001)[104].
- Напримеров, Александр Афанасьевич (60) — советский и российский военный педагог, начальник Челябинского высшего военного автомобильного училища (1999—2008), генеральный директор ОАО «Станкомаш» (2008—2009), председатель Челябинского областного Совета РОСТО (ДОСААФ) (с 2009 года), генерал-майор[105].
- Сарнов, Бенедикт Михайлович (87) — российский литературовед и литературный критик[106].
- Столяр, Абрам Давыдович (92) — советский и российский историк, археолог и искусствовед, доктор исторических наук, профессор исторического факультета Санкт-Петербургского университета[107].

## 19 апреля
- Герман, Диомид Григорьевич (86) — молдавский врач-невролог, академик, профессор кафедры неврологии Государственного университета медицины и фармакологии им. Николая Тестемицяну, лауреат Государственной премии Республики Молдова[108].
- Кан, Яков Григорьевич (94) — советский и российский военный и общественный деятель, председатель Совета ветеранов (пенсионеров) войны, труда, Вооружённых Сил и правоохранительных органов Владивостока (с 1992 года)[109].
- Ландес, Аарон (84) — американский раввин и адмирал, бывший главный капелан американского флота[110].
- Микаелов, Сергей Никогосович (56) — российский режиссёр и оператор, председатель камчатского краевого отделения Союза кинематографистов России, лауреат международных и российских кинофестивалей[111].
- Насриддинов, Зайниддин Насриддинович (83) — таджикский журналист и общественно-политический деятель, директор Таджикского телеграфного агентства (ныне — НИАТ «Ховар») (1969—1994)[112].
- Торс, Фриц[англ.] (104) — голландский журналист и ведущий программы новостей[113].
- Шарп, Кевин (43) — американский кантри-исполнитель; осложнения после операции[114].

## 18 апреля
- Булярес, Хабиб (80) — тунисский государственный деятель, министр иностранных дел (1990—1991), председатель Палаты депутатов (1991—1997)[115].
- Джексон, Деон (68) — американский певец и автор песен[116]
- Косолапов, Эдуард Викторович (38) — российский футболист, нападающий; самоубийство[117].
- Малья Каль, Рамон (91) — испанский католический прелат, епископ Льейды (1968—1999), и. о. князя Андорры (1969—1971)[118].
- Пристман, Брайан (87) — британский дирижёр и музыкальный педагог[119].
- Сесслер, Эндрю (85) — американский физик и общественный деятель, лауреат Премии Роберта Уилсона (1997) и Премии Энрико Ферми (2013), член Американского комитета за мир на Кавказе[120].
- Соуза, Санту (95) — бразильский поэт[121].
- Томбайдз, Дилан (20) — австралийский футболист («Вест Хэм Юнайтед»); рак[122].
- Цыганов, Валерий Павлович (71) — российский хоровой дирижёр, художественный руководитель Пермской хоровой капеллы мальчиков, заслуженный работник культуры Российской Федерации[123].
- Шкуров, Евгений Фёдорович (89) — советский и российский военный и общественный деятель, председатель Пензенского отделения ДОСААФ (1970—1984), председатель Пензенского областного Совета ветеранов (пенсионеров) войны, труда, Вооружённых Сил и правоохранительных органов (2003—2005)[124].

## 17 апреля
- Белов, Владимир Степанович (84) — советский борец, тренер, серебряный призёр чемпионата СССР (1951), заслуженный тренер СССР (1969)[125].
- Быконя, Валентина Викторовна (67) — советский и российский специалист по селькупскому языку, профессор, доктор филологических наук[126].
- Гарсиа Маркес, Габриэль (86) — колумбийский писатель-прозаик, журналист, издатель и политический деятель, лауреат Нейштадтской литературной премии (1972) и Нобелевской премии по литературе (1982); почечная недостаточность[127].
- Гринбух, Эдвард (46) — российский бизнесмен, один из основателей и руководителей интернет-агентства Actis Wunderman (с 1997 года)[128].
- Кучин, Сергей Павлович (89) — советский и российский инженер-геолог и публицист, лауреат премии Совета министров СССР (1973)[129].
- Лукшина, Мария Дмитриевна (81) — советская спортсменка, многократная чемпионка и рекордсменка СССР и мира по велоспорту[130].
- Майлер, Карл (64) — немецкий теннисист и тренер[131].
- Майра Алехандра (55) — венесуэльская актриса («Запретная женщина»)[132].
- Фелисиано, Чео[англ.] (78) — пуэрто-риканский композитор и певец, исполнявший музыку в стилях сальсы и болеро; автокатастрофа[133].

## 16 апреля
- Брайант, Джиюд (65) — либерийский политический деятель и бизнесмен, председатель переходного правительства Либерии (2003—2006)[134].
- Винтер, Эрнст Флориан (90) — австрийско-американский историк и политолог[135].
- Копел, Фрэнк (65) — шотландский футболист («Данди Юнайтед»), двукратный обладатель Кубка Шотландской лиги (1980, 1981)[136].
- Коулман, Дуглас (82) — канадский биолог, лауреат Премии Шао (2009) и Премии Альберта Ласкера за фундаментальные медицинские исследования (2010)[137].
- Меламед, Игорь Сунерович (52) — русский поэт, переводчик и эссеист[138].
- Надир Абдулла ан-Нури (59 или 60) — кувейтский меценат и общественный деятель[139].
- Рюткёнен, Аулис (85) — финский футболист (КуПС, «Тулуза», ХИК) и тренер, чемпион Финляндии (1964), обладатель Кубка Франции (1957), первый финский футбольный легионер[140].
- Сервье, Жак (92) — французский врач и фармацевт, выпускавший противодиабетический препарат Mediator, смертельно опасный для здоровья[141].
- Увайсов, Башир Давдиевич (67 или 68) — дагестанский художник и скульптор, брат поэта Сугури Увайсова (о смерти стало известно в этот день)[142].

## 15 апреля
- Баллек, Владислав (73) — чехословацкий и словацкий писатель, политик и дипломат[143].
- Вилар, Уго (88) — уругвайский политик, сооснователь Широкого фронта[144].
- Гибсон, Шейн (35) — американский музыкант, экс-гитарист нью-метал-группы Korn[145].
- Губольт, Джон[англ.] (94) — американский конструктор космических кораблей, один из разработчиков программы «Аполлон»; болезнь Паркинсона[146].
- Иванова, Валентина Ивановна (95) — основатель детской хирургии в Ульяновской области, заслуженный врач РСФСР (1969)[147].
- Кастро, Чела (84) — аргентинская и мексиканская актриса («Мне не жить без тебя»)[148].
- Кошаровский, Юлий (72) — советский диссидент и отказник; несчастный случай[149].

## 14 апреля
- Джения, Чинчор Константинович (84) — абхазский театральный актёр, народный артист Абхазской АССР (1982)[150].
- Кассиан, Нина[англ.] (89) — румынская поэтесса, переводчик, эссеист и литературный критик[151].
- Парфёнов, Владимир Александрович (76) — советский государственный деятель, председатель Пермского горисполкома (1986—1990)[152].
- Рафаэль, Хаим (90) — духовный лидер общины греческих евреев в Израиле, телеведущий и бизнесмен[153].
- Эйтингон, Владимир Наумович (89) — советский и российский учёный, экономист и педагог, заслуженный экономист Российской Федерации (2001)[154].

## 13 апреля
- Колясников, Вячеслав (51) — советский и российский музыкант, вокалист группы «Водопад имени Вахтанга Кикабидзе»; инсульт[155].
- Лакло, Эрнесто (78) — аргентинский политолог, постмарксист, профессор, заведующий кафедрой теоретической политологии Эссекского университета[156].
- Ларин, Игорь (37) — украинский журналист, креативный директор и продюсер радиогруппы холдинга UMH group, радиоведущий («Довира», «Авторадио»); рак[157].
- Мац, Александр Давидович (72) — украинский учёный-актуарий и педагог, президент ЧАО «Институт риска» (с 2008 года)[158].
- Муравский, Валентин Тихонович (85) — российский общественный деятель, руководитель группы «Поиск» Ленинградского общества «Мемориал» (с 1988 года), инициатор открытия Левашовского мемориального кладбища[159].
- Рупперт, Майкл[англ.] (63) — американский журналист, писатель и общественный деятель; убийство[160].
- Столяр, Зиновий Лазаревич (90) — молдавский музыковед, музыкальный критик, публицист и общественный деятель, заслуженный деятель искусств Молдавской ССР (1982)[161].
- Феоклит (Сетакис) (83) — епископ Константинопольской православной церкви и Элладской православной церкви, митрополит Иоаннинский (с 1975 года)[162].
- Чернобровцев, Александр Сергеевич (83) — советский и российский художник-монументалист, лауреат премии Ленинского комсомола в области архитектуры и искусства (1968), заслуженный деятель искусств РСФСР (1981)[163].
- Шнайдер, Рафал (41) — польский саблист, серебряный (1999) и трёхкратный бронзовый (1997, 1998, 2001) призёр чемпионатов мира[164].
- Шуртаков, Семён Иванович (96) — советский и российский писатель, лауреат Государственной премии РСФСР им. М. Горького (1987)[165].

## 12 апреля
- Карадимчев, Борис Климентов[болг.] (81) — болгарский композитор, профессор Национальной академии театра и кино (НАТФИЗ)[166].
- Койвунен, Брита (82) — финская джазовая певица[167].
- Кушнирёв, Олег Григорьевич (49) — российский журналист, радио- и телеведущий Санкт-Петербурга, лауреат премии «ТЭФИ—Регион — 2009» (2010)[168].
- Слесарёв, Михаил Александрович (58) — сотрудник Пенитенциарной службы министерства юстиции Азербайджана, Национальный Герой Азербайджана (1999)[169].
- Хо, Фред (56) — американский джазовый композитор и саксофонист, общественный деятель; колоректальный рак[170].

## 11 апреля
- Алькон, Альфредо (84) — аргентинский актёр театра и кино, театральный режиссёр[171].
- Богатырёв, Михаил Гильбертович (60) — российский предприниматель и общественный деятель, заместитель атамана Таманского отдела Кубанского казачьего войска по экономике[172].
- Винчестер, Джесси[англ.] (69) — американский рок-певец; рак[173].
- Доре, Эдна (92) — британская актриса («Доктор Кто», «Отель Вавилон»)[174].
- Клюткин, Константин Васильевич (?) — советский и российский журналист и искусствовед, заведующий отделом редакций газет «Коммунист Таджикистана» и «Народная газета» (1991—1993), корреспондент и обозреватель «Липецкой газеты» (с 1993 года)[175].
- Меес, Хельга (76) — немецкая фехтовальщица-рапиристка, серебряный и бронзовый призёр летних Олимпийских игр в Токио (1964)[176].
- Непобедимый, Сергей Павлович (92) — советский конструктор ракетного вооружения, член-корреспондент РАН (1991), Герой Социалистического Труда (1971), лауреат Ленинской премии (1964), Государственной премии СССР (1969, 1976, 1981) и премии Совета Министров СССР (1978)[177].
- Пундак, Рон (59) — израильский дипломат, «архитектор договора Осло»[178].
- Терентьев, Николай Терентьевич (88) — чувашский драматург, переводчик, народный писатель Чувашской Республики[179].
- Хадсон, Лу (69) — американский профессиональный баскетболист («Атланта Хокс», «Лос-Анджелес Лейкерс»)[180].

## 10 апреля
- Алавердян, Юрий Давидович (73) — армянский экономист, основатель и ректор Ереванского финансово-банковского и биржевого университета[181].
- Боди, Доминик (66) — французский политик, писатель и журналист, мэр Тулузы (1983—2001)[182].
- Бомбоко, Жан-Жюстен Мари (86) — конголезский государственный деятель, председатель Коллегии государственных комиссаров (1960—1961), министр иностранных дел (1960—1963)[183].
- Борнемисса, Джордж (Дьёрдь) (90) — венгерский и австралийский энтомолог и эколог, в честь которого названы более 20 видов жуков и насекомых[184]
- Водовозов, Владимир Александрович (69) — советский и российский тренер по лёгкой атлетике, педагог, заслуженный тренер РСФСР (1989), заслуженный работник физической культуры Российской Федерации, отличник физической культуры и спорта[185].
- Ларин, Виталий Анатольевич (46) — российский деятель шоу-бизнеса, концертный директор Леонида Агутина, Анжелики Варум, Владимира Преснякова и Натальи Подольской[186].
- Литвак, Борис Давидович (84) — общественный деятель, заслуженный тренер Украины, Герой Украины (2007)[187].
- Мальченко, Татьяна (73) — советская и латвийская актриса Рижского русского театра им. Михаила Чехова (с 1965 года) и кино («Три сестры»)[188].
- Паронян, Славик Багдасарович (85) — народный художник Республики Армения[189].
- Седов, Григорий Александрович (97) — советский военный деятель, лётчик-испытатель, генерал-майор авиации, Герой Советского Союза (1957), заслуженный лётчик-испытатель СССР (1959), лауреат Сталинской премии первой степени (1952) и Ленинской премии (1976)[190].
- Сильва, Серхио Бушманн[исп.] (71) — чилийский актёр и общественный деятель, член Патриотического фронта Мануэля Родригеса (ПФМР)[191].
- Сухоруков, Анатолий Петрович (78) — советский и российский физик, заведующий кафедрой фотоники и физики микроволн физического факультета МГУ им. Ломоносова (с 1988 года), лауреат Ленинской и Государственной премий СССР[192].
- Таунсенд, Сью (68) — британская писательница, знаменитая благодаря созданному ею герою — Адриану Моулу[193].
- Фелкаи, Ласло (73) — венгерский ватерполист, чемпион летних Олимпийских игр в Токио (1964)[194].
- Флаэрти, Джим (64) — канадский политик, министр финансов (2006—2014)[195].
- Фрелих, Филлис[англ.] (70) — американская актриса, лауреат премии «Тони» за лучшую женскую роль в пьесе (1980)[196].
- Хоггарт, Ричард (95) — английский социолог литературы и культуры[197].

## 9 апреля
- Бирнбаум, Якоб (87) — активист еврейского правозащитного движения, создатель организации «Борьба студентов за советских евреев[англ.]»[198].
- Велмар-Янкович, Светлана (81) — сербская писательница[199].
- Герасим (Кристя) (99) — епископ Румынской православной церкви, архиепископ Рымникский (с 1990 года)[200].
- Гирван, Норман (72) — ямайский политик, генеральный секретарь Ассоциации карибских государств (2000—2004)[201].
- Глухов, Василий Павлович (86) — советский государственный деятель, председатель Мелитопольского горисполкома (1971—1977)[202].
- Махнёв, Александр Иванович (85) — советский государственный деятель, председатель Курганского облисполкома (1973—1988), заслуженный агроном РСФСР, почётный гражданин Курганской области[203].
- Робинсон, Артур Наполеон Реймонд (87) — премьер-министр (1986—1991) и президент (1997—2003) Тринидада и Тобаго[204].
- Теруцци, Фердинандо (90) — итальянский велогонщик, чемпион летних Олимпийских игр в Лондоне (1948)[205].
- Холлидэй, Робин (81) — британский молекулярный биолог, открывший структуру Холлидея[206].
- Холт, Джеймс (91) — британский историк, президент Королевского Исторического Общества (1981—1985), вице-президент Британской Академии (1987—1989)[207].

## 8 апреля
- Абрамов, Владимир Александрович (64) — советский легкоатлет, победитель и призёр союзных и международных соревнований, рекордсмен СССР в эстафетном беге 4×1500 метров[208].
- Балкыбек, Амирхан (44) — казахстанский поэт, журналист и литературный критик[209].
- Браун, Сэнди (75) — шотландский футболист («Эвертон»), чемпион Англии (1970)[210].
- Делли, Эммануэль III (86) — иракский кардинал, Патриарх Вавилона Халдейского и архиепископ багдадский (2003—2012)[211].
- Дешнер, Карлхайнц (89) — немецкий писатель и критик христианства[212].
- Лику, Гицэ (68) — румынский гандболист, серебряный (Монреаль 1976) и бронзовый (Мюнхен 1972) призёр летних Олимпийских игр[213].
- Михалкин, Антон Анатольевич (24) — российский гандболист, вратарь команды «Локомотив» (Челябинск); ДТП[214].
- Подольный, Яков Моисеевич (66) — гроссмейстер «Своей игры», игрок спортивного «Что? Где? Когда?»[215].
- Соколов, Александр Александрович (83) — советский партийный и государственный деятель, председатель Горьковского облисполкома (1986—1991)[216].
- Тамошюнайте, Ирена (78) — литовская актриса[217].
- Уорриор (54) — американский профессиональный рестлер, выступавший под именами Последний Воин, Воин и Воин Динго[218].
- Шён, Херберт (84) — немецкий футболист («Динамо» Дрезден), чемпион ГДР (1953)[219].

## 7 апреля
- Алёшин, Евгений Павлович (82) — советский и российский учёный в области сельского хозяйства, директор Всероссийского научно-исследовательского института риса (1978—1998), академик РАСХН (1985), академик РАН (2013)[220].
- Алиев, Бакирдин (80) — киргизский актёр театра и кино, народный артист Киргизской ССР (1979)[221].
- Гелдоф, Пичес (25) — британская журналистка, телеведущая и фотомодель[222].
- Грин, Джеймс (88) — британский математик, чьим именем названы функции Грина и отношения Грина[англ.][206].
- Клейман, Владимир Леонидович (83) — советский и российский учёный в области ракетостроения, лауреат Ленинской премии (1964), Государственной премии СССР (1980), премии Совета Министров СССР (1986), Герой Социалистического Труда (1975)[223].
- ван дер Люгт, Франс (75) — нидерландский католический священник, убит в Сирии[224].
- Мацци, Винченцо (?) — президент европейского континентального союза Международной мотоциклетной федерации (2006—2014), создатель UEM[225].
- Мурти В. К. (90) — индийский оператор («Бумажные цветы», «Жажда»)[226].
- Нефёдов, Сергей Александрович (87) — советский волейболист, двукратный чемпион мира (1949, 1952), двукратный чемпион Европы (1950, 1951)[227].
- О Сон Хон (?) — северокорейский государственный деятель, министр общественной безопасности; сожжён (о смерти объявлено в этот день)[228].
- Семёнова, Людмила Константиновна (93) — советская балерина, солистка Горьковского театра оперы и балета им. А. С. Пушкина, заслуженная артистка РСФСР[229].
- Субиракс, Жузеп Мария (87) — испанский (каталонский) художник и скульптор[230].
- Хенни, Геза (87) — венгерский футболист, вратарь («Ференцварош»), чемпион Венгрии (1949)[231].
- Ширли-Куирк, Джон (82) — британский оперный певец[232].

## 6 апреля
- Андерсон, Мэри (94 или 96) — американская актриса[233].
- Бондарь, Александр Иванович (69) — белорусский спортивный функционер и педагог, первый президент Белорусской федерации баскетбола, бывший ректор Белорусской государственной академии физической культуры и экс-вице-президент Национального олимпийского комитета Республики Беларусь[234] Архивная копия от 11 мая 2014 на Wayback Machine.
- Кастеред, Жак (86) — французский композитор[235].
- Ковач, Эржбет (85) — венгерская эстрадная певица[236].
- Мартынов, Иван Петрович (90) — советский военный деятель, генерал-лейтенант в отставке, Герой Советского Союза (1945)[237].
- Микки Руни (93) — американский актёр, лауреат двух почётных премий «Оскар» (1939, 1983)[238].
- Родионенко, Георгий Иванович (101) — советский и российский ботаник, систематик, специалист по интродукции и акклиматизации растений, экологической морфологии растений[239].
- Толмачёв, Юрий Александрович (90) — советский военный деятель, начальник Управления и войск правительственной связи КГБ СССР (1973—1985), лауреат Государственных премий СССР, генерал-лейтенант в отставке[240].

## 5 апреля
- Вилкер, Жозе (69) — бразильский актёр и режиссёр («Дона Флор и два её мужа», «Новая жертва», «Нежный яд», «Хозяйка судьбы»), продюсер, журналист[241].
- Воскресенский, Александр Васильевич (86) — директор Ижевского электромеханического завода (1964—1988), Герой Социалистического Труда (1971)[242].
- Диас, Мариано (74) — испанский велосипедист, победитель «Тур де л'Авенир» (1965), велосипедной недели Каталонии (1968), Вуэльты Каталонии (1969)[243].
- Добров, Александр Алексеевич (80) — советский и российский журналист, заведующий музеем и архивом (ранее — заместитель главного редактора, ответственный секретарь) газеты «Советский спорт», ответственный секретарь Федерации спортивных журналистов СССР (1962—1969)[244].
- Канаян, Александр Суренович (68) — армянский учёный, заведующий кафедрой анатомии Ереванского государственного медицинского университета им. Мхитара Гераци, профессор кафедры патологической анатомии, автор более 100 научных работ[245].
- Ляшев, Юрий Александрович (67) — российский работник органов внутренних дел, министр внутренних дел по Республике Мордовия (1995—2000), генерал-майор милиции[246].
- Маттисен, Питер (86) — американский писатель, трёхкратный лауреат Национальной книжной премии[247].
- Пинетт, Джон (52) — американский актёр («Каратель»)[248].
- Тамбурини, Массимо (70) — итальянский мотоконструктор (Ducati 748[англ.])[249].
- Штерн, Абрам Хананович (96) — украинский и американский скрипач и музыкальный педагог, профессор, заслуженный артист Украинской ССР[250].

## 4 апреля
- Агилар, Хосе (54) — кубинский боксёр, бронзовый призёр летних Олимпийских игр в Москве (1980)[251].
- Атлы, Исмет (83) — турецкий борец, чемпион летних Олимпийских игр в Риме (1960) в вольной борьбе[252].
- Горин, Василий Яковлевич (92) — организатор советского сельского хозяйства, председатель ордена Трудового Красного Знамени колхоза имени Фрунзе Белгородской области, дважды Герой Социалистического Труда (1971, 1985)[253]..
- Костюк, Станислав Васильевич (77) — советский футболист («Авангард» Харьков) и тренер («Металлист» Харьков, «Маяк» Харьков)[254].
- Кровопусков, Алексей Викторович (35) — российский хоккеист (ХК МВД, «Трактор», «Гомель», «Донбасс»), сын фехтовальщика Виктора Кровопускова[255].
- Кутб, Мухаммад (95) — исламский писатель, учёный и педагог[256].
- Кырбасов, Ауезхан Макатаевич (76) — казахстанский государственный деятель, Чрезвычайный и Полномочный Посол Республики Казахстан (с 1993 года), председатель президиума Торгово-промышленной палаты Республики Казахстан (1983—1993), лауреат Государственной премии Казахской ССР в области науки и техники, заслуженный изобретатель Казахской ССР[257].
- Личи, Питер (63) — швейцарский режиссёр, лауреат Берлинского кинофестиваля (2013), лауреат Премии Европейской киноакадемии за лучший документальный фильм (2009)[258].
- Мейер, Клаус (76) — немецкий футболист («Айнтрахт» Брауншвейг), чемпион ФРГ (1967)[259] Архивная копия от 24 октября 2018 на Wayback Machine.
- Нидрингхаус, Аня (48) — немецкий фотокорреспондент агентства «Ассошиэйтед Пресс» (с 2002 года), лауреат Пулитцеровской премии (2005); убийство[260].
- Сабо, Дьюла (83) — венгерский актёр[261].
- Серебряков, Эдуард Прокофьевич (78) — советский и российский химик, член-корреспондент РАН (1997)[262].
- Шилобреев, Вячеслав Михайлович (75) — советский и российский художник-аниматор, заслуженный художник РСФСР (1978)[263].
- Яла, Кумба (61) — президент Гвинеи-Бисау (2000—2003)[264].

## 3 апреля
- Агронская, Юлия Анатольевна (86) — заслуженный тренер России по художественной гимнастике, педагог и общественный деятель, отличник физической культуры и спорта, почётный гражданин Владивостока[265].
- Вентура, Пере (54) — испанский актёр[266]
- Дефорж, Режин (78) — французская писательница, сценарист и режиссёр[267].
- Иоанн (Павлович) (77) — епископ Сербской Православной Церкви, митрополит Загребско-Люблянский (с 1982 года)[268].
- Круглик, Владимир Михайлович (63) — советский и российский военный деятель, заместитель директора Федеральной пограничной службы России (1998—2003), генерал-полковник[269].
- Ланге, Ганс-Гюнтер (97) — немецкий офицер-подводник, капитан-лейтенант (1944), участник Второй мировой войны[270].
- Селлс, Томми Линн (49) — американский серийный убийца; казнён [271].
- Смит, Артур[англ.] (93) — американский композитор (Guitar Boogie) и музыкант[272].

## 2 апреля
- Байяр, Альфонсо (47) — испанский актёр и мастер дубляжа[273][274].
- Басри, Таха (67) — египетский футболист и тренер, двукратный бронзовый призёр Кубка африканских наций (1970, 1974)[275].
- Брик, Ричард (68) — американский продюсер[276].
- Видмер, Урс (75) — швейцарский писатель, переводчик[277].
- Голландер, Яаков (84) — израильский композитор[278].
- Мур, Консуэло[англ.] (67) — колумбийская актриса[279].
- Нипикло, Альфред (86) — немецкий футболист («Боруссия» Дортмунд) (1951—1960) (107 голов)[280].
- Принцева, Галина Ивановна (65) — российская поэтесса, литературовед, переводчик, заведующая кафедрой литературы Тувинского государственного университета, почётный работник высшего профессионального образования Российской Федерации[281].
- Родригес, Густаво (67) — венесуэльский актёр театра и кино; рак лёгких[282].
- Рош, Эверетт де (67) — австралийский сценарист[283].

## 1 апреля
- Анкер-Дудинс, Алида (91) — нидерландская спортсменка, серебряный призёр летних Олимпийских игр в Лондоне (1948) в гребле на байдарке-одиночке на дистанции 500 метров[284].
- Гусейнов, Иса Мустафа оглы (85) — советский и азербайджанский писатель, сценарист и редактор, заслуженный деятель искусств Азербайджанской ССР (1977)[285].
- Загайкевич, Мария Петровна (87) — украинский музыковед, доктор искусствоведения[286].
- Дельгадо, Гильермо (83) — перуанский футболист[287].
- Кано, Рамон (80) — панамский журналист и радиоведущий; убийство[288].
- Ле Гофф, Жак (90) — французский историк-медиевист[289].
- Митчелл, Билл (84) — канадский хоккеист («Детройт Ред Уингз»), серебряный призёр чемпионата мира (1962)[290].
- Онето, Карлос (84) — перуанский актёр-комик и сценарист[291].
- Рикардс, Родриго (73) — латвийский режиссёр, сценарист и оператор[292].